# Roberta Anastase
Roberta Alma Anastase (pronunciació en romanès: [roˈberta anasˈtaxi]; 27 de març de 1976, Ploieştu) és una política romanesa. Va ser la primera dona a ser presidenta de la Cambra de diputats de Romania, càrrec que va ocupar entre el 19 de desembre de 2008 i el 3 de juliol de 2012.
És membre del Partit Demòcrata Liberal, afiliat al Grup del Partit Popular Europeu, i l'1 de gener de 2007 es va convertir en eurodiputada després de l'adhesió de Romania a la Unió Europea.
El 1996 va representar Romania en el concurs de bellesa Miss Univers.